# Xenon (Nachtklub)
Xenon war ein bekannter Nachtclub in New York City. Der Club lag in der West 43rd Street in einem ehemaligen 'porn theater'.

## Gründung
Der Club wurde 1978 von Howard Stein und Peppo Vanini gegründet. Stein hatte zuvor bereits The Who, David Bowie, Rod Stewart und die Rolling Stones nach New York gebracht. Die beiden Gründer hatten sich zuvor im Studio 54 kennengelernt.

## Beschreibung
Das Xenon galt als ruhiger und mehr 'Fashion Crowd' als das Studio 54, das den Ruf 'Hollywood' hatte. Insbesondere war es einfacher, Eintritt gewährt zu bekommen. Trotz des im Vergleich weniger elitär erscheinenden Rufes waren viele Prominente Gäste des Clubs. Andy Warhol, Michael Jackson, Mick Jagger, Richard Avedon u. a. erhielten eigene Partys. Laut dem Event-Fotografen Bill Bernstein „war das Xenon der einzige Nachtclub [in New York City], der populär genug war, um mit dem Studio 54 zu konkurrieren, und es war beliebt bei den heterosexuellen, weißen, aufstrebenden Menschen“.
Die Wände waren silberfarben gehalten und über der Tanzfläche kamen Lichtstrahlen aus einem riesigen X. Die Gäste tanzten knapper bekleidet, als es im Studio 54 üblich war, manchmal trugen sie Bademoden.
Xenon war beteiligt an einem Artikel des Life magazine über Disco. Hauptamtlicher DJ war Tony Smith, während der spätere Musiker und Produzent John Benitez Teilzeit-DJ war.

## Schließung
Das Xenon wurde 1984 geschlossen. Im Gebäude befindet sich heute das Stephen Sondheim Theatre.